# Дудинский, Юрий Константинович
Юрий Константинович Дудинский (укр. Юрій Костянтинович Дудинський; 27 марта 1951, Сталино, Украинская ССР, СССР) — советский футболист и украинский тренер, полузащитник донецкого «Шахтёра», мастер спорта СССР (1973).

## Футбольная биография
Футболом увлёкся с детства, играя за уличные команды родного Донецка. В одной из таких футбольных баталий его приметил и пригласил в футбольную школу «Шахтёра» тренер Пётр Андреевич Пономаренко. В группе подготовки донецкой команды, в течение двух лет занимался у ещё одного наставника — Георгия Васильевича Бикезина. В 1968 году, под руководством Пономаренко, юношеская команда «Шахтёра», впервые в своей истории стала чемпионом СССР, а Дудинский был признан лучшим нападающим турнира. В том же году Дудинский стал привлекаться к играм за дублирующий состав, с которым в следующем сезоне был победителем всесоюзного первенства резервистов.
В 1970 году тренер Юрий Захаров включил Дудинского в состав студенческой сборной СССР, которая отправилась на чемпионат Европы среди студенческих коллективов, проходившем в Югославии. Дудинский в победном финале с испанцами отличился двумя голами. После получил вызов и в молодёжную сборную СССР. В том же году, тренировавший «Шахтёр» Юрий Войнов стал подпускать нападающего к играм за основной состав горняков.
Дебютировал в классе "А" 18 апреля 1970 года в домашнем поединке против тбилисского «Динамо». Дудинский вышел на поле во втором тайме, сменив Анатолия Жукова при счёте 0:1 и помог своей команде отыграться, отдав голевую передачу на сравнявшего счёт Пилипчука. В дальнейшем нечасто появлялся в основной команде и только в 1972 году, когда после неудачного сезона горняков возглавил Олег Базилевич, определивший Дудинского на позицию правого полузащитника, которая в дальнейшем для него стала «родной», Дудинский стал твёрдым игроком стартового состава. На своём фланге удачно взаимодействовал с переведённым в линию обороны Валерием Яремченко, прикрывавшем тылы, что позволяло крайнему хавбеку много времени проводить в атакующих действиях, регулярно снабжая своих форвардов передачами. Свой первый гол в высшей лиге забил 7 июня 1973 года, в домашнем поединке против «Зенита», поразив ворота  Александра Волошина.
В 1975 году Дудинский в стал серебряным призёром чемпионата СССР, в следующем году, дебютировал в Кубке УЕФА, 17 сентября 1976 года выйдя на поле стадиона «Шахтёр» в матче против берлинского «Динамо» Берлин. Всего в еврокубковых турнирах провёл 9 поединков (7 матчей в Кубке УЕФА и 2 в Кубке кубков.
В 1978 году Дудинский стал бронзовым призёром чемпионата СССР, а также принял участие в финальном матче на Кубок СССР против киевского «Динамо», в котором «Шахтёр» уже на 15 минуте повёл в счёте, после того как Старухин замкнул острую подачу Юрия Дудинского. Но во втором тайме киевляне смогли сравнять счёт и в дополнительное время вырвали победу. В этот период у Дудинского стали сказываться последствия старой травмы колена, полученной ещё в 1972 году. Какое-то время доводилось играть «на уколах», превозмогая боль. В 1979 году, сыграв в нескольких стартовых матчах чемпионата, несмотря на поступавшие приглашения от других клубов, оставшийся верным донецкой команде, принял решение завершить активные выступления.
Позже тренировал детей в футбольной секции на стадионе «Кировец», затем в течение пяти лет трудился рабочим на донецкой шахте имени Горького. В дальнейшем был на административной работе  в донецкой Федерации футбола. В 1998 году стал руководителем созданной им же в Макеевке «Футбольной школы Юрия Дудинского», которая с 2005 года стала одним из структурных подразделений детской Академии ФК «Шахтёр», воспитанниками которой были такие футболисты как Евгений Селезнёв и Станислав Микицей. С 5 мая 2004 года был назначен директором СДЮШФ «Шахтёр» (Донецк).
Позже стал координатором детской Академии ФК «Шахтёр».

## Достижения
- Серебряный призёр чемпионата СССР: 1975
- Бронзовый призёр чемпионата СССР: 1978
- Финалист Кубка СССР: 1978
- Чемпион Европы среди студентов: (1970)

## Образование
- Окончил Донецкий институт советской торговли